# Antoine de La Chambre
Pour les autres membres de la famille, voir Maison de Seyssel.
Antoine de La Chambre, mort en 1575 à Belley, est un ecclésiastique, issu de la branche des de Seyssel, seigneurs de Sermoyer. Il fut évêque de Belley de 1550 à 1575.

## Biographie

### Origines
Antoine de Seyssel, dit de La Chambre, est le troisième fils de Charles de Seyssel, dit de La Chambre, baron de Sermoyer, de Meximieux et de la Cueille (148x-1565), et d'Isabeau de Mareschal, fille unique et héritière de François Mareschal, seigneur de Meximieux et de Montaney.
Selon une pieuse tradition, il n'aurait survécu à sa naissance que par l'intercession de la Sainte-Vierge vénérée dans la petite chapelle de Notre-Dame-du-Noyer. Devenu évêque, il visite ce sanctuaire tous les ans et le comble de ses dons. Lors du partage des domaines paternels, il reçoit la seigneurie de Bourg-Saint-Christophe et l'usufruit de celle de Crest en Genevois. Destiné à l'Église, il est également pourvu du doyenné de l'église Saint-Apollinaire de Meximieux pour laquelle il institue les statuts du chapitre de chanoines le 15 mai 1545. 

### Épiscopat
Après la mort à Rome en 1550 de son oncle paternel, le cardinal Philippe de La Chambre, évêque de Belley, il est désigné par le pape Paul III comme son successeur mais il ne prend possession de l'évêché que le 6 juin 1552. Il s'adjoint comme coadjuteur un carme réputé pour sa piété Guillaume Forbiti ou de Fourbi « que l'on dict evesque d'Alexie ». Il est témoin lors du mariage de sa sœur Jeanne avec Philibert de Vautraneuse le 27 avril 1561. La qualité de Prince d'Empire étant attachée à son diocèse de Belley il participe au Concile de Trente où il est présent le 26 avril 1563.

### Mort et succession
Antoine de La Chambre teste à Belley le 15 février 1564 et y meurt en février 1575,. Son corps est inhumé dans la cathédrale de Belley, à droite du maître-autel.
Jean Godefroid Ginod lui succède sur le siège épiscopal de Belley.